# Расселлвілл (Південна Кароліна)
Расселлвілл (англ. Russellville) — переписна місцевість (CDP) в США, в окрузі Берклі штату Південна Кароліна. Населення — 380 осіб (2020).

## Географія
Расселлвілл розташований за координатами 33°23′49″ пн. ш. 79°57′49″ зх. д. / 33.39694° пн. ш. 79.96361° зх. д. (33.397040, -79.963719).  За даними Бюро перепису населення США в 2010 році переписна місцевість мала площу 9,72 км², уся площа — суходіл.

## Демографія
Згідно з переписом 2010 року, у переписній місцевості мешкало 488 осіб у 173 домогосподарствах у складі 122 родин. Густота населення становила 50 осіб/км².  Було 191 помешкання (20/км²).
Расовий склад населення:
| - 72,5 % — чорних або афроамериканців - 25,6 % — білих - 0,2 % — азіатів |

До двох чи більше рас належало 0,8 %. Частка іспаномовних становила 0,8 % від усіх жителів.
За віковим діапазоном населення розподілялося таким чином: 26,4 % — особи молодші 18 років, 59,3 % — особи у віці 18—64 років, 14,3 % — особи у віці 65 років та старші. Медіана віку мешканця становила 39,1 року. На 100 осіб жіночої статі у переписній місцевості припадало 92,9 чоловіків;  на 100 жінок у віці від 18 років та старших — 88,9 чоловіків також старших 18 років.
Цивільне працевлаштоване населення становило 114 осіб. Основні галузі зайнятості: публічна адміністрація — 52,6 %, виробництво — 33,3 %.